# Баница със спанак и сирене
Баница със спанак и сирене е традиционно българско ястие, приготвено от точени кори и плънка от спанак, саламурено сирене и зелен лук.
Тази баница (наричана още зелена баница), е една от най-популярните и обичани баници в родната кухня. В последните години дори се приготвя от различни производители като готов опакован продукт или като полуфабрикат, който трябва да се изпече от клиента.

## Технология
Приготвя се от точени кори, в които се завива приготвената предварително плънка от бланширан в подсолена вода спанак, запържен в растително олио или краве масло със зелен лук, сол и черен пипер, към които когато изстине се добавя натрошено бяло саламурено сирене (извара, краве, козе или овче сирине).
Така приготвената баница се нарежда по традиционния начин „на колело“ в тава, след което се пече в гореща фурна до готовност.